# Андрианов, Иван Фёдорович
Иван Фёдорович Андрианов (Ваня Андрианов) (29 января 1927, деревня Ново-Михайловское, Боровский район, Калужская область — 23 февраля 2022) — советский пионер-герой, совершивший воинский подвиг в 14 лет в период Великой Отечественной войны. Орденом Красной Звезды награждён по представлению командующего 33-й армии генерал-лейтенанта М. Г. Ефремова. Почётный гражданин города Балабаново (2013), Почетный гражданин Боровского района (2017), Почётный гражданин Калужской области (2022).

## Биография
Родился 29 января 1927 года в деревне Ново-Михайловское Боровского района Калужской области. До начала Великой Отечественной войны Ваня Андриянов окончил 4 класса в своей деревне, затем учился в Ермолинской школе. В октябре 1941 года деревня Ново-Михайловское Боровского района была оккупирована фашистами, они находились в зданиях школы и в жилых домах, а свои огневые точки, в том числе пулемёты в сараях, стоявших вдоль деревни, расположили на высоком берегу реки Протвы, об этом было известно Ване Андриянову и другим деревенским ребятам. Советские бойцы 33-й армии 28 декабря освободили деревню Лапшинку, продвигаться воинам нужно было вперёд для освобождения советской земли от немецких захватчиков через Ванину деревню Ново-Михайловскую, бойцы появились на заснеженном поле у реки в белых маскировочных халатах, их заметил Иван Андриянов. Для фашистов, которые скрывались в сараях, бойцы были видны как на ладони, и Ваня под пулемётные фашистские выстрелы, рискуя своей жизнью, бросился через поле навстречу советским воинам, чтобы предупредить красноармейцев об опасности. Ни одна вражеская пуля не достигла юного пионера, и Ваня добрался до отряда, предупредил бойцов и провёл их в обход немецких укреплений, части 113-й стрелковой дивизии 33-й армии обошлись без потерь и освободили Ванину деревню Ново-Михайловскую. За этот героический поступок Ивана Фёдоровича Андрианова командующий 33-й армией генерал-лейтенант М. Г. Ефремов лично наградил орденом Красной Звезды. О подвиге Ивана Андриянова узнала вся страна, есть фотография, на которой генерал-лейтенант М. Г. Ефремов, полковой комиссар Ф. С. Вишневецкий и полковник Н. Л. Бунин беседуют с пионером-героем, также его личную фотографию печатали все газеты. Ивана пригласили в Москву вместе с полковником Н. Л. Буниным, Ваня Андриянов выступил на Всесоюзном радио в передаче «Пионерская зорька», о его подвиге советские школьники читали в учебнике «Родная речь» для 2 класса. Когда Ваня Андриянов находился в Москве, он жил у известной оперной певицы А. В. Неждановой.
После завершения Великой Отечественной войны Иван Фёдорович окончил в 1946 году Военно-морское авиационно-техническое училище имени В. М. Молотова, до 1954 года служил в Крыму в авиации Черноморского флота, затем в 1954—1999 годах работал на оборонно-промышленном предприятии «Коммунар». С 1999 года Иван Фёдорович — на пенсии, жил с женой Антониной Алексеевной в своей деревне Ново-Михайловской, в том же самом доме, в котором жил с семьёй до войны. У Ивана Фёдоровича и Антонины Алексеевны есть дочь Татьяна, кандидат в мастера спорта по конькам.
Иван Фёдорович Андрианов награждён орденом Красной Звезды, многими орденами и медалями и всеми юбилейными медалями Победы в Великой Отечественной войне 1941—1945 гг., в 2013 году ему присвоено звание почётный гражданин города Балабаново. 17 февраля 2022 года решением Законодательного Собрания он также стал почётным гражданином Калужской области.
Скончался 23 февраля 2022 года.

## Награды
- Орден «Красная звезда»
- Медаль «За победу над Германией»
- Юбилейная медаль «XXX лет Советской армии и флота»
- Юбилейная медаль «50 лет Вооруженных сил СССР»
- Медаль «За доблестный труд» в ознаменование 100-летия со дня рождения В. И. Ленина
- Нагрудный знак Министерства авиационной промышленности СССР «Отличник качества»
- Орден «Знак Почёта»
- Юбилейная медаль «60 лет Вооруженных сил СССР»
- Орден «Октябрьская революция»
- Орден Отечественной войны II степени
- Знак «Ударник одиннадцатой пятилетки»
- Медаль «Ветеран труда»
- Юбилейная медаль «70 лет Вооруженных сил СССР»
- Памятный знак «60 лет битвы за Москву»
- Юбилейная медаль «65 лет Калужской области»
- Все юбилейные медали Победы в Великой Отечественной войне 1941—1945 гг.
- Почётный гражданин города Балабаново (Решение Городской Думы от 23.05.2013 № 20-д)[8]
- Почётный гражданин Боровского района (Решение Районного Собрания от 26.01.2017 № 1)[9]
- Почётный гражданин Калужской области (Постановление Законодательного собрания от 17.02.2022 № 402)[10][11]

## Память
- В городе Балабаново одна из улиц носит название Пионера-героя Вани Андрианова (2019)[12][13].
- Памятная доска установлена на доме в д. Новомихайловское, где проживал Иван Фёдорович Андрианов (открыта 2022)[14].
- Именной автобус «Пионер-герой Иван Андрианов» курсирует по маршруту «Балабаново — Боровск» (2020)[15].